# سوخوي سو-25
سوخوي سو-25 (روسي: Сухой Cу-25) (لقب تعريف الناتو: قدم الضفدع (Frogfoot) هي طائرة هجوم أرضي نفاثة ذات محركان من تصميم وتصنيع مكتب سوخوي في الاتحاد السوفيتي. صممت الطائرة لتوفر دعما جويا قريبا للجيش الأحمر.
طارت الطائرة لأول مرة في 22 فبراير 1975. دخلت بعد اختبارها خطوط الإنتاج في 1978 في تيبليسي في جمهورية جورجيا السوفيتية. بحلول عام 2007، تعد السوخوي-25 المقاتلة المدرعة التي ما زالت في خطوط الإنتاج في روسيا بخلاف السوخوي سو-34 التي بدأ إنتاجها ذلك العام. ما زالت السو-25 في الخدمة في روسيا وبلدان الاتحاد السوفييتي السابق وعدة دول أخرى في العالم.
خلال 25 سنة هي فترة خدمتها، خاضت السو-25 عدة حروب مع عدد من القوات الجوية. شهدت الطائرة قتالا عنيفا في الغزو السوفييتي لأفغانستان حيث شنت هجمات عديدة ضد المقاتلين. كما استخدم العراق السو-25 في الحرب العراقية الإيرانية خلال أعوام 1980-1989. واستخدم الانفصاليون في أبخازيا السو-25 خلال حربهم ضد جورجيا عام 1993. واستخدم سلاح الجو المقدوني السو-25 عام 2001 ضد المتمردين الألبان. وفي عام 2008 استخدمت كل من القوات الجوية الروسية وجورجيا طائرات السو-25 في حرب أوسيتيا الجنوبية 2008.
وفي عام 2014، أشترى العراق 12 طائرة مقاتلة سوخوي قديمة ومستعملة من روسيا وبيلاروسيا (روسيا البيضاء) بمبلغ 500 مليون دولار أمريكي، لاستخدامها ضد تنظيم «الدولة الإسلامية في العراق والشام» بسبب تأخر بيع طائرات إف- 16 الأمريكية للعراق.

## التطوير
في بدايات 1968، قررت وزارة الدفاع السوفيتية تطوير طائرة معدة خصيصا للهجوم الأرضي ودعم القوات البرية. كانت الطائرات المقاتلة-قاذفة الموجودة في ذلك الوقت (سو-7، سو-17، ميج-21، ميج-23) لا ترقى للمستوى المطلوب من دعم القوات البرية عن قرب. افتقدت هذه الطائرات التدريع الكافي لحماية الطيار والمعدات الحيوية للطائرة من النيران الأرضية والهجمات الصاروخية. كما كانت سرعة هذه الطائرات العالية لا تسمح للطيار برؤية الهدف إلا بصعوبة. بعد وضع هذه المشاكل في الاعتبار، قام بافل سوخوي ومجموعة من المتخصصين في مكتب سوخوي بالعمل على تصميم الطائرة في فترة قصيرة نسبيا من الوقت، كما ساهمت المعاهد الخاصة بوزارتي صناعة الطيران والدفاع في التصميم.

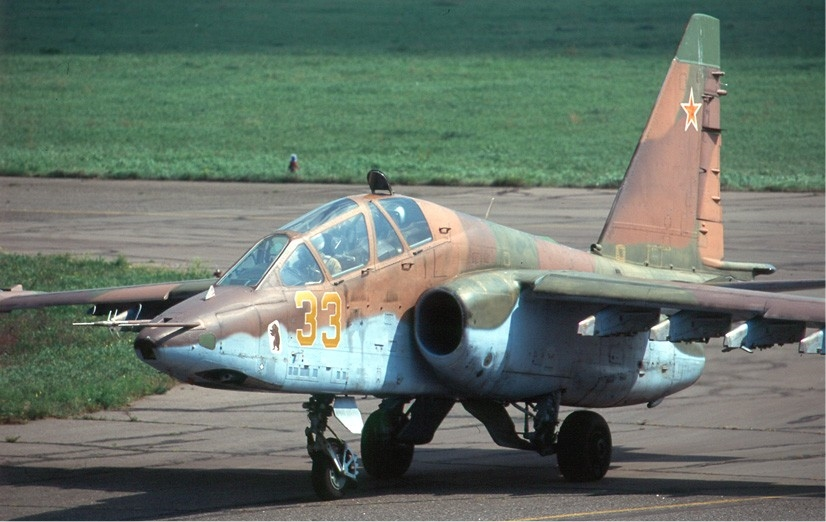
طائرة ركاب روسية Su-25UB. هذا الإصدار مقعدين مخصصين للقتال والتدريب.

أعلنت القوات الجوية السوفييتية مسابقة لتصميم طائرة هجوم أرضي ودعم قريب للقوات البرية. شارك كل من سوخوي، ياكوفليف، إليوشن وميكويان. أنتهت سوخوي من التصميم "T-8" في أواخر عام 1968 وبدأت العمل على إنتاج النموذجين الأولين (T8-1 و T8-2) في يناير 1972. طار النموذج الأولي T8-1، وهو الأول الذي تم تجميعه، لأول مرة في 22 فبراير 1975. وبعد عدة اختبارات بواسطة فلاديمير إليوشن، نجحت الطائرة في التفوق على المنافسة الأساسية إليوشن إل-102 ومن ثم أعلنت وزارة الدفاع الروسية البدء في إنتاج السو-25.

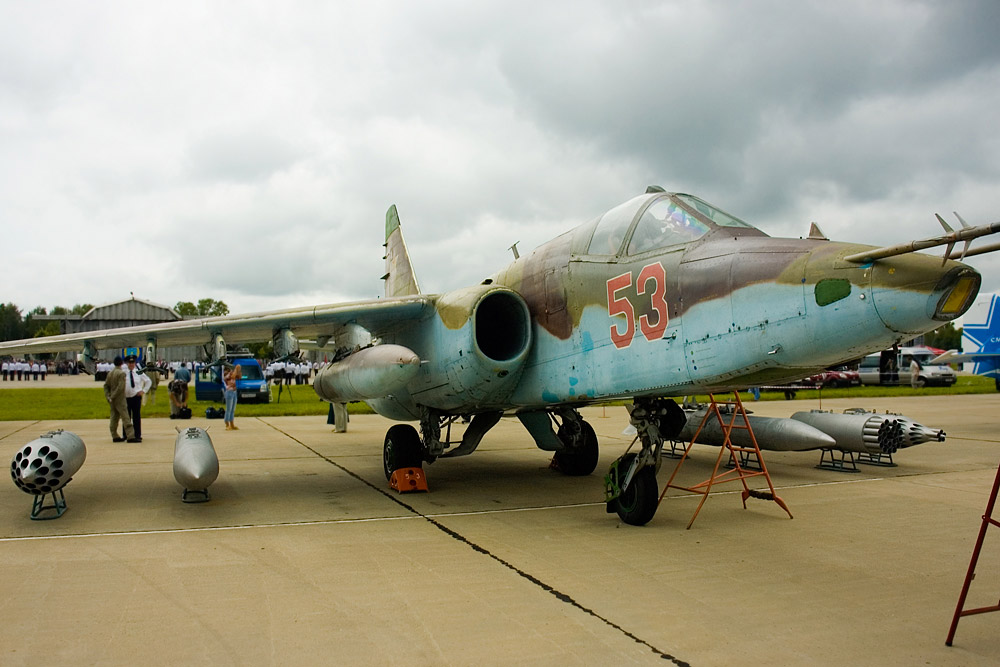
سو 25 في قاعدة كوبينكا الجوية

بدأ الإنتاج في عام 1978 في المصنع رقم 31 في تيبليسي، جورجيا والذي كان ينتج إحدى طرازات الميج-21.
تستخدم القوات الجوية الروسية العدد الأكبر من السو-25 وتخطط لتطوير الطرازات القديمة للطراز سو-25 SM. ولكن بحلول 2007 ونتيجة لقصور في التمويل، تم تطوير 7 طائرات فقط.

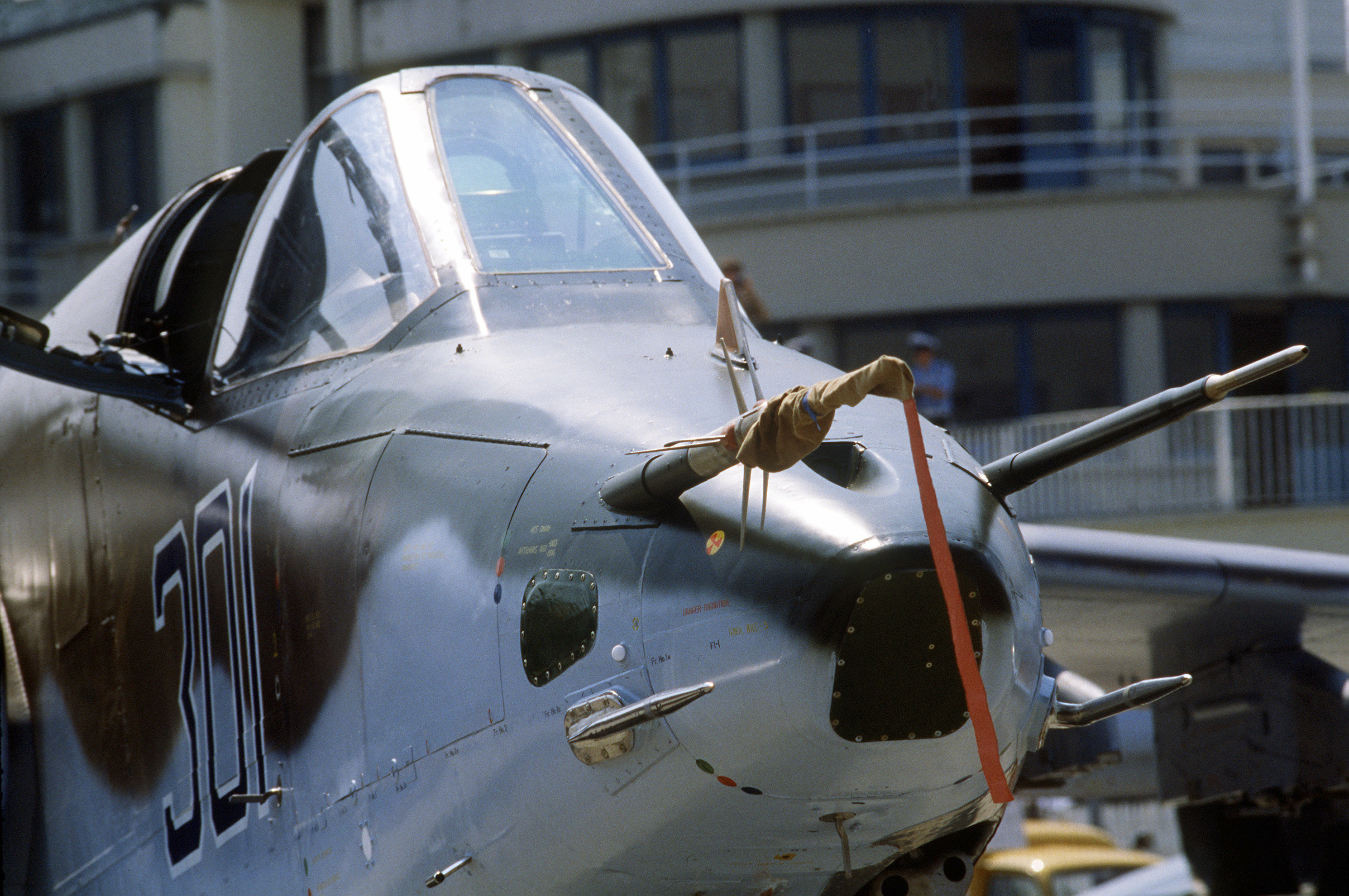
منظر الأنف سو-25

## مقصورة الطيار

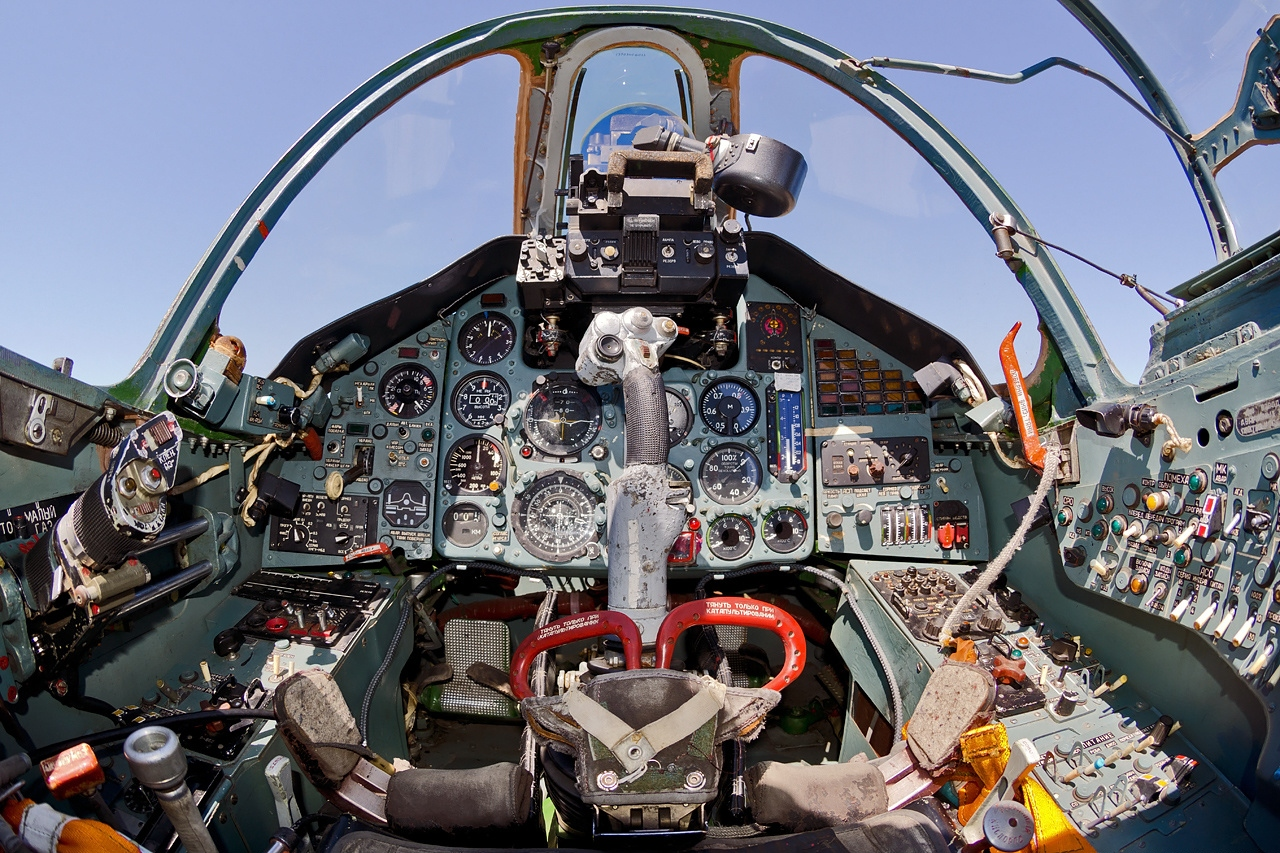
مقصورة الطیار

يطير الطيار الطائرة بواسطة عصا مركزية وخانق يده اليسرى.

## التاريخ القتالي

### الحرب السوفييتية في أفغانستان
في 19 يوليو 1981م، تم الدفع بأولى طائرات السو-25 في إحدى القواعد الجوية غرب أفغانستان. كانت مهمتها الأساسية هي القيام بقصف المناطق العسكرية الجبلية والمنشأت الخاصة بالمقاومة الأفغانية.
طوال فترة الحرب، أطلقت طائرات السو-25 ما مجموعه 130 صاروخا موجها من جميع الأنواع ضد مواقع المجاهدين الأفغان. كانت تقوم كل طائرة ب360 طلعة جوية سنويا في المتوسط وكان هذا معدلا أعلى من أي طائرة مقاتلة أخرى في أفغانستان. بنهاية الحرب، كان هناك 50 طائرة سو-25 في أفغانستان، قامت بأكثر من 60,000 طلعة. فقد السوفييت 21 طائرة في عمليات حربية طوال فترة الحرب بدءا من عام 1981 حتى الانسحاب في 1989.

### الحرب العراقية الإيرانية
استخدم العراق طائراته السو-25 خلال فترة الحرب العراقية الإيرانية، حيث أدخلت القوات الجوية العراقية الطائرة الخدمة في عام 1981 وقامت تقريبا ب900 طلعة جوية خلال فترة الحرب. قامت السو-25 بأغلب الهجمات العراقية خلال الحرب، وخلال أعنف مراحل الحرب كانت الطائرة الواحدة تقوم بما يصل إلى 15 طلعة في اليوم الواحد.
فقد العراق طائرة سو-25 واحدة فقط طوال فترة الحرب، وكانت نتيجة لصاروخ أرض-جو من طراز هوك، نجح فيها الطيار بالقفز من الطائرة والنجاة. كرم الرئيس العراقي صدام حسين كل طيارين السو-25 بعد نهاية الحرب بأرفع وسام عسكري في العراق.

### حرب الخليج الثانية

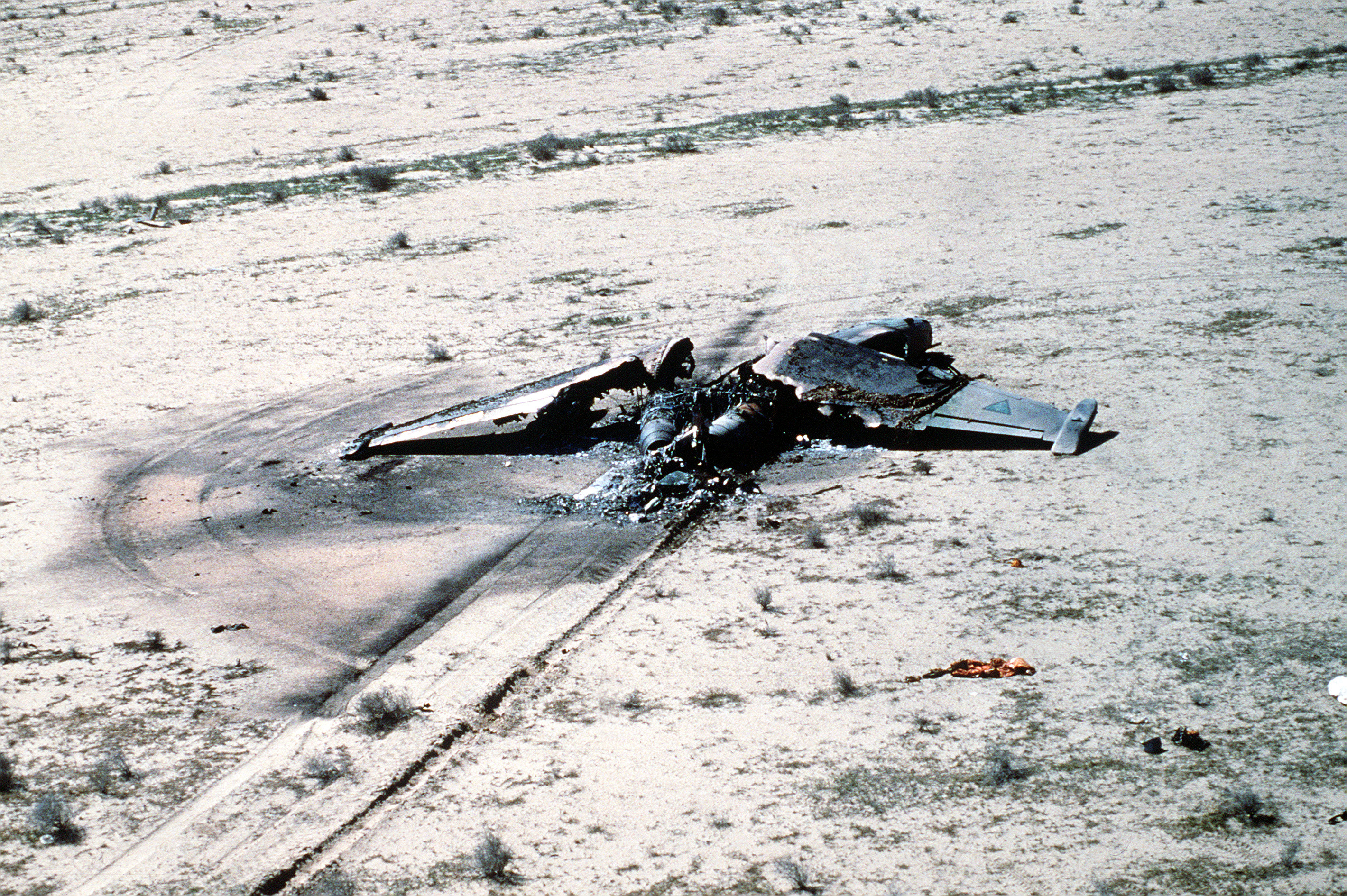
طائرة سو-25 عراقية مدمرة خلال حرب الخليج

خلال حرب الخليج (عملية عاصفة الصحراء)، كان التفوق الجوي للقوات المهاجمة ساحقا، لدرجة أن أغلب طائرات السو-25 العراقية لم تستطع أن تقوم بأي طلعات جوية. في 25 يناير 1991، هربت 7 طائرات سو-25 من العراق إلى إيران.
في 6 فبراير 1991، اعترضت طائرتا إف-15 أمريكيتان طائرتي ميج-21 وطائرتي سو-25، وحسب المصادر الأمريكية فإن الأربع طائرات العراقية أُسقطت. كانت هذه المعركة الجوية الوحيدة للسو-25 في هذه الحرب.

### الحرب الإثيوبية الإريترية
استخدمت السو-25 من قبل سلاح الجو الأثيوبي. في 15 مايو عام 2000، أسقطت طائرة سو-25 إثيوبية بواسطة مقاتلة ميج-29 إيرترية وقتل الطيار.

### الاشتباكات في مقدونيا
استخدمت القوات الجوية المقدونية طائرات السو-25 في مهاجمة الانفصاليين الألبان. بدءا من 24 يونيو 2001 بدأت الطائرات بمهاجمة مواقع الانفصاليين. أنجح هذه العمليات تمت حين هاجمت طائرات سو-25 المقاتلين الألبان في قرية «رادوسا» الذين كانوا قد نصبوا فخا لجنودا مقدونيين وقتلوا منهم 16 جنديا قبل يومين.

### الاشتباكات الافوارية-الفرنسية
في 6 نوفمبر 2004، قامت طائرة سو-25 إفوارية بمهاجمة موقع فرنسي تابع لقوات حفظ السلام مما أدى إلى مقتل 9 جنود وجرح 31 جنديا فرنسيا. ردت القوات الفرنسية بعد ذلك فترة بسيطة بتدمير طائرتي السو-25 الوحيدتين لدى ساحل العاج والقابعتين في مطار العاصمة ياموسوكرو بواسطة مروحتين إيروسباسيال غازيل باستخدام قذائف 20 مم.

### حرب أوسيتيا الجنوبية 2008

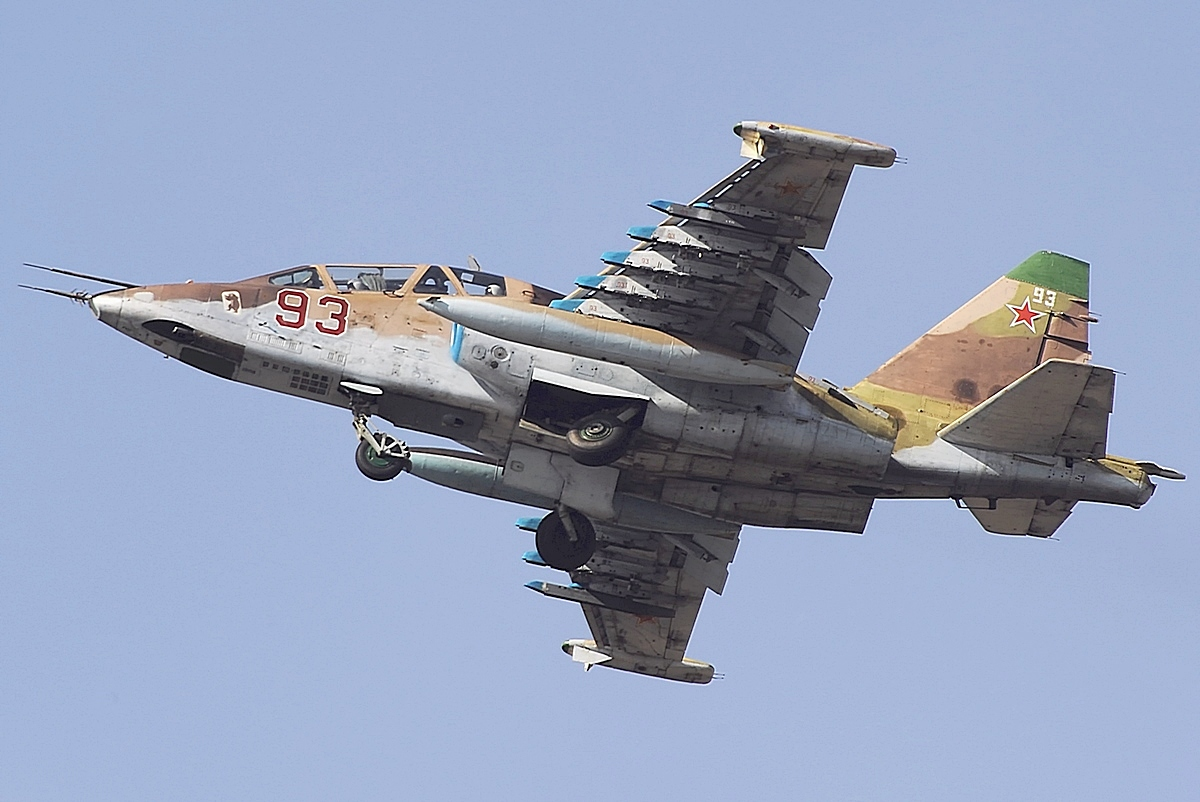
طیارة روسیة Su-25

في أغسطس 1980، شارك عددا غير معلوم من طائرات السو-25 الجورجية في قصف أهداف في أوسيتيا الجنوبية خلال فترة تلك الحرب. كما قامت طائرات السو-25 التابعة للقوات الجوية الروسية بمهاجمة أهداف في جورجيا. أعترفت وزارة الدفاع الروسية بفقد 3 طائرات سو-25 نتيجة للدفاعات الأرضية الجورجية كما قدرت ان القوات الروسية دمرت 3 طائرات سو-25 خلال الحرب. في أوائل أغسطس 2008 هاجمت طائرت سو-25 الروسية مصنع تيبليسي في جورجيا لصناعة طائرات السو-25، حيث ألقت القنابل على مطار المصنع.

### سو-25

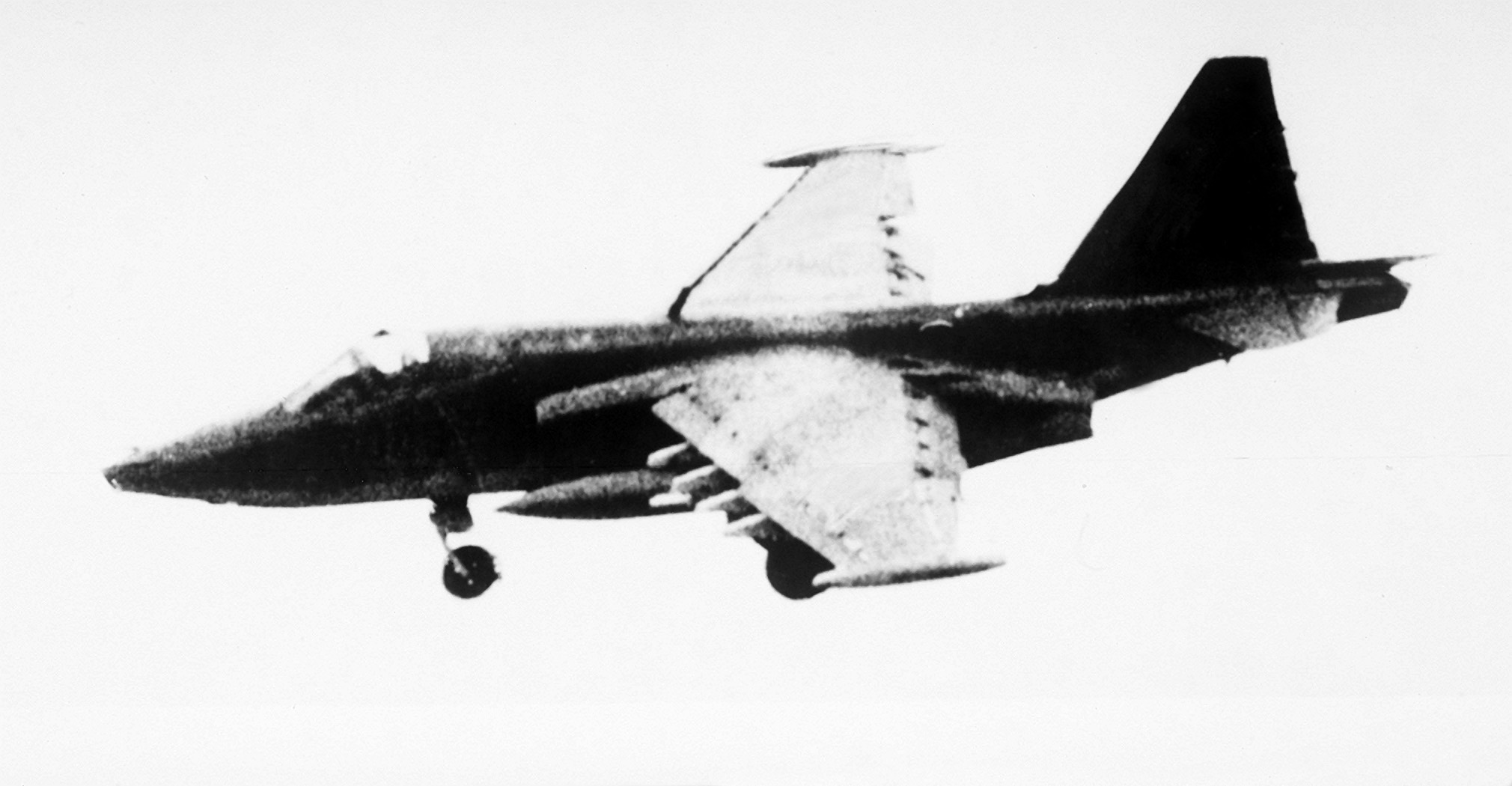
طیارة سوفیاتی Su-25 في الرحلة

#### سو-25 یو ب ک

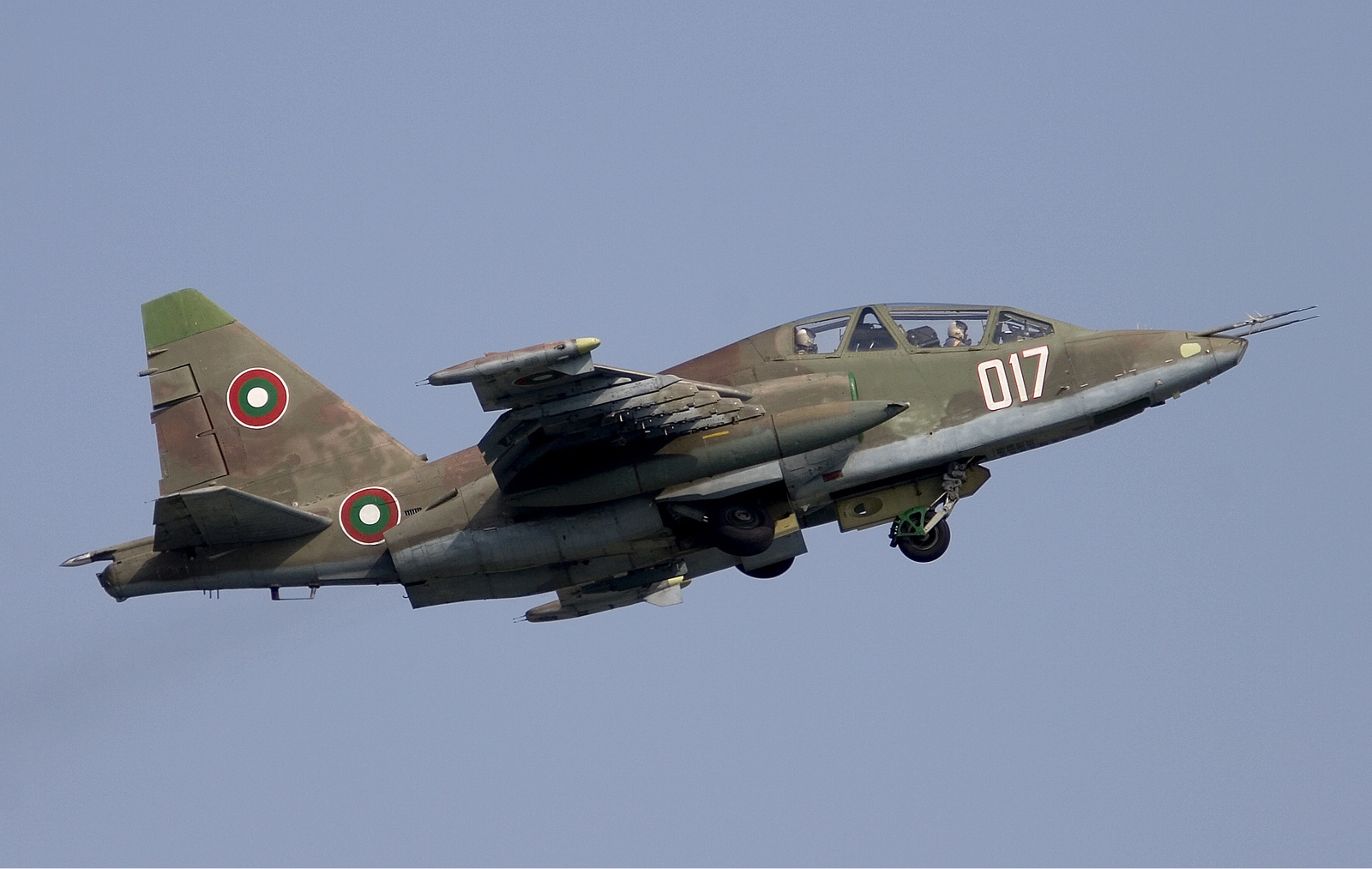
البلغارية Su-25UBK في الإقلاع

## المواصفات

### الصفات العامة
- الطاقم: 1.
- الطول: 15.33 متر.
- المسافة بين الجناحين: 14.63 متر.
- الارتفاع: 4.80 متر.
- مساحة الأجنحة: 30.1 متر².
- الوزن فارغة: 10.740 كجم.
- الوزن محملة: 16.990 كجم.
- أقصى وزن: 20.500 كجم.
- المحرك: محركين نفاثين واحد من نوع تومانسكي أر-195 يعطي كل منهما قوة دفع 44.18 كيلو نيوتن.

### الأداء
- السرعة القصوى: 950 كم/ساعة.
- المدى الحر: 2500 كم.
- أقصى ارتفاع: 10,000 متر.
- معدل الصعود: 58 متر/ثانية.
- الحمل على الأجنحة: 584 كيلوجرام/متر².
- النسبة دفع-وزن: 0.51

### التسليح
- مدفعين من نوع جريازيف شيبونوف جي.إس.إتش-30-2 30 مم، يحمل كل منهما 250 طلقة.
- 11 نقطة تسع حتى 4.400 كجم من الأسلحة المختلفة بما فيها نقطتين للصاروخ جو-جو أر-60 أو أي صاروخ جو-جو أخر للدفاع الجوي. كما تستطيع حمل عدة أنواع من القنابل متعددة الأغراض، قنابل عنقودية، قنابل موجهة بالليزر، صواريخ جو-أرض مثل الكيه.إتش-25 والكيه.إتش-29.

### طائرات شبيهة
- إيه-10 ثاندربولت الثانية.